# Finanzministerium
Ein Finanzministerium ist ein Ministerium, das die Finanzpolitik eines Staates führt.
Beispiele für Finanzministerien sind:
- in Belgien der Föderale Öffentliche Dienst Finanzen
- in der Volksrepublik China das Finanzministerium
- in der DDR das Ministerium der Finanzen der DDR
- in Deutschland das Bundesministerium der Finanzen
  - Ministerium für Finanzen Baden-Württemberg
  - Bayerisches Staatsministerium der Finanzen und für Heimat
  - Senatsverwaltung für Finanzen des Landes Berlin
  - Ministerium der Finanzen und für Europa (Brandenburg)
  - Senator für Finanzen der Freien Hansestadt Bremen
  - Finanzbehörde (Hamburg)
  - Hessisches Ministerium der Finanzen
  - Finanzministerium des Landes Mecklenburg-Vorpommern
  - Niedersächsisches Finanzministerium
  - Ministerium der Finanzen des Landes Nordrhein-Westfalen
  - Ministerium der Finanzen Rheinland-Pfalz
  - Ministerium der Finanzen und für Wissenschaft des Saarlandes
  - Sächsisches Staatsministerium der Finanzen
  - Ministerium der Finanzen des Landes Sachsen-Anhalt
  - Finanzministerium des Landes Schleswig-Holstein
  - Thüringer Finanzministerium
- in Frankreich das Ministerium für Wirtschaft und Finanzen (Ministère de l’Economie et des Finances)
- in Großbritannien das HM Treasury (Ihrer/Seiner Majestät Schatzamt)
- in Italien das Ministerium für Wirtschaft und Finanzen (Ministero dell'Economia e delle Finanze)
- in Japan das Finanzministerium (財務省 zaimu-shō)
- in Kanada das Department of Finance
- in Kroatien das Finanzministerium der Republik Kroatien (Ministarstvo financija Republike Hrvatske)
- in Liechtenstein das Ministerium für Präsidiales und Finanzen
- in Litauen das Finanzministerium der Republik Litauen (Lietuvos Respublikos finansų ministerija)
- in Luxemburg das Finanzministerium (Ministère des finances)
- in Mexiko das Sekretariat für Finanz- und öffentliches Kreditwesen (Secretaría de Hacienda y Crédito Público)
- in Namibia das Finanzministerium (Ministry of Finance)
- in den Niederlanden das Finanzministerium (Ministerie van Financiën)
- in Norwegen das Finanzministerium (Finansdepartementet)
- in Österreich das Bundesministerium für Finanzen
- in Osttimor das Finanzministerium Osttimors
- in Polen das Finanzministerium (Ministerstwo Finansów)
- in Rumänien das Finanzministerium (Ministerul Finanțelor)
- in Schweden das Finanzministerium (Finansdepartementet)
- in der Schweiz das Eidgenössische Finanzdepartement
- in Thailand das Finanzministerium des Königreichs Thailand (กระทรวงการคลัง)
- in den USA das Finanzministerium der Vereinigten Staaten (United States Department of the Treasury)